# Fossa ilíaca direita
Fossa ilíaca direita, inguinal direita ou quadrante ilíaco direito é uma das nove divisões da anatomia de superfície da parede abdominal. Localiza-se abaixo da região umbilical, próxima ao quadril do lado direito. Os principais órgãos que se encontram sob esta região são o ceco e o apêndice.

## Outras regiões da parede do abdômen

Linhas superficiais da frente do tórax e abdômen.

- Hipocôndrio direito
- Hipocôndrio esquerdo
- Epigástrio
- Flanco direito
- Flanco esquerdo
- Mesogástrio
- Fossa ilíaca esquerda
- Hipogástrio